# Coppa delle nazioni del Golfo 1998
La Coppa delle Nazioni del Golfo 1998, 14ª edizione del torneo, si è svolta nel Bahrein dal 30 ottobre al 12 novembre 1998. È stata vinta dal Kuwait.

## Squadre partecipanti
- Oman
- Emirati Arabi Uniti
- Bahrein(ospitante)
- Iraq (escluso per aver invaso il Kuwait)
- Kuwait
- Qatar
- Arabia Saudita

## Classifica Finale
| Team                | Pld | W | D | L | GF | GA | GD  | Pts |
| ------------------- | --- | - | - | - | -- | -- | --- | --- |
| Kuwait              | 5   | 4 | 0 | 1 | 18 | 5  | +13 | 12  |
| Arabia Saudita      | 5   | 3 | 2 | 0 | 5  | 2  | +3  | 11  |
| Emirati Arabi Uniti | 5   | 2 | 1 | 2 | 5  | 7  | -2  | 7   |
| Oman                | 5   | 1 | 1 | 3 | 6  | 12 | -6  | 4   |
| Bahrein             | 5   | 0 | 3 | 2 | 3  | 6  | -3  | 3   |
| Qatar               | 5   | 0 | 3 | 2 | 3  | 8  | -5  | 3   |